# Referendum – Hlas Lidu
Referendum – Hlas Lidu (registrováno jako REFERENDUM - Hlas Lidu, zkratka REFERENDUM) je české nacionalistické politické hnutí, které vzniklo v listopadu 2023. Hnutí vede řidič Václav Sogel.
Hnutí kandidovalo do evropského parlamentu v roce 2024.

## Program
Programovými cíli hnutí jsou:
- Prosazení referenda ke všem otázkám společnosti v souladu se všeobecnou deklarací lidských prav, působení v mezinárodních společnostech (např. NATO, EU, WHO) a k úmluvám a dohodám.
- Ústavní zakotvení české koruny a hotovosti.
- Ústavní zakotvení heterosexuální dětné rodiny jako základ státu.
- Ústavní zakotvení práva odmítnutí se podílet na platu ústavních činitelů.
- Zavedení přímé volby politiků a soudců a jejich odvolatelnost.
- Zavedení trestně a hmotně právní odpovědnosti za politická rozhodnutí.
- Zavedení odvolatelnosti prezidenta.
- Zavedení elektřiny a vody „do českých rukou“.
- Oddělení moci výkonné, zákonodárné a soudní.
- Mít soudní moc pod veřejnou kontrolou a zavést povinnost zástupců těchto orgánů se zpovídat veřejnosti.
- Odstranění kumulace funkcí.
- Zavedeni stejných podmínek pro kandidáty na veřejné funkce aby se rovnaly možnosti každého občana k „nejníže ekonomickému postavení ve společnosti“.

## Výsledky voleb

### Evropský parlament
| Rok  | Počet hlasů | %    | Mandáty |
| ---- | ----------- | ---- | ------- |
| 2024 | 2 036       | 0,06 | 0       |